# Circonscription électorale de Tottori-Shimane
La circonscription électorale de Tottori-Shimane (鳥取県・島根県選挙区, Tottori-ken-Shimane-ken senkyo-ku) est une subdivision électorale de la Chambre des conseillers du Japon, représentant les préfectures de Tottori et Shimane. Deux conseillers y sont élus au scrutin uninominal majoritaire à un tour.
Tottori et Shimane formaient auparavant deux circonscriptions distinctes mais, en 2015, une réforme électorale les a fusionnées dans le cadre d'un ajustement du nombre de conseillers par préfecture.

## Conseillers
| Série 1 | Série 1                   | Élection | Série 2 | Série 2                  |
| ------- | ------------------------- | -------- | ------- | ------------------------ |
| –       | –                         | 2016     |         | Kazuhiko Aoki (ja) (PLD) |
|         | Shōji Maitachi (ja) (PLD) | 2019     |         | Kazuhiko Aoki (ja) (PLD) |
| 2022    | Shōji Maitachi (ja) (PLD) |          |         | Kazuhiko Aoki (ja) (PLD) |
|         | Momoko Degawa (ja) (PLD)  | 2025     |         | Kazuhiko Aoki (ja) (PLD) |